# Raïon de Kiziliourt
Le raïon de Kiziliourt (en russe : Кизилюртовский район, Kiziliourtovski raïon ; en avar : Гъизилюрт район, Guiziliourt raïon) est une subdivision du Daghestan, une république de la fédération de Russie. Son centre administratif est la ville de Kiziliourt, qui ne fait pas partie du raïon.

## Géographie
Le raïon de Kiziliourt s'étend sur 524 km2 dans le centre du Daghestan. Il est limité au nord par le raïon de Babayourt, à l'est par le raïon Koumtorkalinski, au sud par le raïon de Bouïnaksk et à l'ouest par le raïon Kazbekovski et le raïon de Khassaviourt.

## Administration
Le raïon de Kiziliourt est formé de 13 villages et ne compte ni commune urbaine, ni ville. La ville de Kiziliourt forme une entité municipale à part.

## Histoire
Le raïon de Kiziliourt a été créé le 5 juillet 1944 par une résolution du Présidium du soviet suprême de la république socialiste soviétique autonome du Daghestan.

## Population

### Démographie
Recensements (*) ou estimations de la population :
| 1959*  | 1970*  | 1979*  | 1989*  | 2002*  | 2010*  |
| ------ | ------ | ------ | ------ | ------ | ------ |
| 20 587 | 36 863 | 42 814 | 51 921 | 70 440 | 61 876 |

### Nationalités
Selon le recensement de 2002, la population du raïon comprenait  :
- 82,48 % d'Avars, y compris leurs sous-groupes ethniques
- 11,34 % de Koumyks
- 2,69 % de Tchétchènes
- 1,76 % de Laks
- 0,61 % de Darguines
- 0,35 % de Russes
- 0,14 % de Lezguiens
- Autres : 0;50 %.